# Bañadora

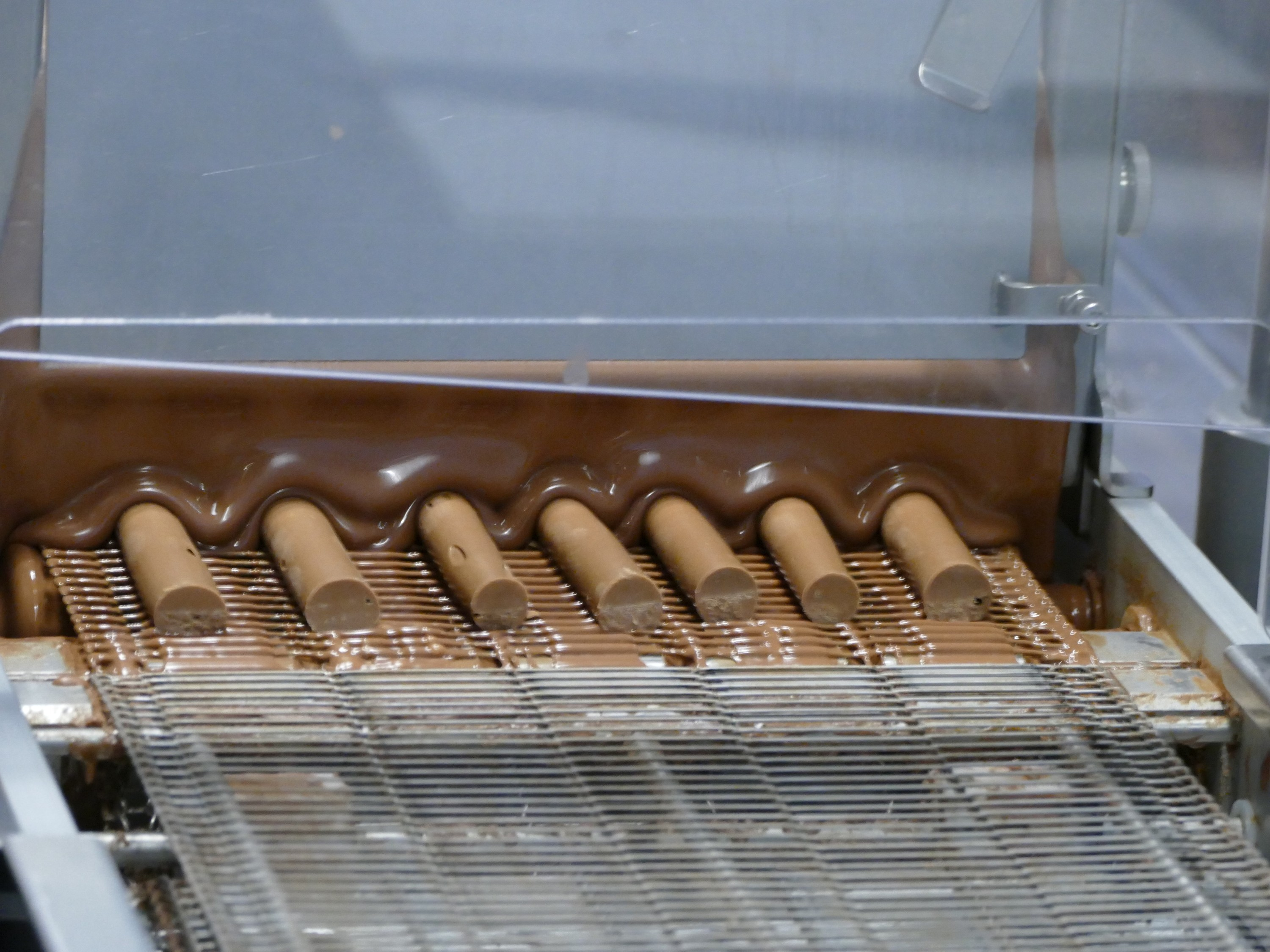
Máquina de recubrimiento de chocolate en el museo de la chocolatería Camille Bloch © Peter Potrowl

Una bañadora es una máquina que se utiliza en la industria de la confitería para cubrir un alimento con un medio de revestimiento, por lo general de chocolate. Los alimentos cubiertos por bañadoras pueden ser frutos secos, helados, caramelos, y otros artículos diversos como dulces y galletas.

## Historia
El revestimiento de un dulce de chocolate ha sido tradicionalmente un proceso manual lento que implica sumergir las piezas en el chocolate derretido con la mano. Como la demanda de dulces cubiertos de chocolate creció, se hizo impracticable o imposible emplear suficientes personas para mantener la capacidad requerida de producción. Para cumplir con esta necesidad de cobertura de chocolate de alta capacidad, la máquina fue inventada en Francia en 1903, llevada a los Estados Unidos, y perfeccionada para realizar el trabajo de al menos veinte personas.

## Proceso
El proceso de envolvimiento consiste en colocar los objetos en la banda de la bañadora, que consiste en una malla de alambre o recipiente en que la confección para ser bañada se coloca allí, cada envase contiene orificios de drenaje para recuperar el exceso de chocolate. 
Después de haber sido cubiertos, una malla de alambre de cinta transportadora transporta la confección a una etapa de enfriamiento.